# Syllepte leonalis
Syllepte leonalis là một loài bướm đêm trong họ Crambidae.